# Ingrid Spors
Ingrid Spors (* 1. April 1938 in Magdeburg) ist eine deutsche Politikerin (DVU). Sie war von 2001 bis 2002 Mitglied im Landtag Sachsen-Anhalt.

## Ausbildung und Leben
Ingrid Spors machte nach dem Abschluss der 8. Klasse 1952 bis 1955 eine Ausbildung als Verkäuferin und war 1956 bis 1960 als Verkäuferin tätig. 1960 bis 1969 war sie Telefonistin im Fernmeldeamt Magdeburg, 1969 bis 1981 Gaststättenleiterin und 1981 bis 1990 Verkäuferin. Nach der Wende machte sie sich 1990 bis 1994 im Getränkehandel selbstständig und war 1994 bis 1996 arbeitslos. Seit 1996 ist sie erwerbsunfähig und seit November 1998 Rentnerin.
Ingrid Spors ist verheiratet und hat drei Kinder.

## Politik
Ingrid Spors war ab dem 1. März 1998 Mitglied der DVU und war ab November 1999 Kreisvorsitzende der DVU im Jerichower Land. Sie wurde bei der Landtagswahl in Sachsen-Anhalt 1998 nicht sofort über die Landesliste in den Landtag gewählt, rückte aber am 23. August 2001 für den verstorbenen Abgeordneten Rudi Czaja nach. Im Landtag war sie Mitglied im Ausschuss für Ernährung, Landwirtschaft und Forsten und im Ausschuss für Arbeit, Gesundheit und Soziales.